# Árbol de levas

Animación de un árbol de levas operando válvulas y resortes que restauran la posición inicial.

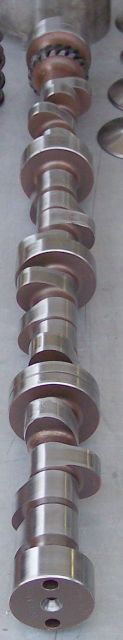
Árbol de levas de un motor de combustión interna.

Un árbol de levas es un mecanismo formado por un eje en el que se colocan distintas levas, que pueden tener variadas formas y tamaños, y están orientadas de diferente manera para activar diferentes mecanismos a intervalos repetitivos, como por ejemplo válvulas o bombainyectores. Es decir, constituye un temporizador mecánico cíclico, también denominado programador mecánico.
En un motor, controla la apertura y el cierre con la interacción de resortes ubicados en las válvulas de admisión y escape, por lo que hay tantas levas como válvulas tenga. Dichas levas pueden modificar el ángulo de desfase para adelantar y retrasar la apertura y el cierre de las mismas que restauran su posición original por medio de resortes, según el orden de funcionamiento establecido.

## Descripción
El árbol de levas consta de un eje con una serie de elementos, entre los cuales se encuentran los camones o levas ya citados —prominencias del árbol con un tramo curvilíneo (llamado «cresta» del camón), que es el que actúa sobre el taqué— y unos muñones de apoyo sobre los que gira, cuyo número varía en función del esfuerzo a transmitir. Sobre el mismo árbol puede ir situada, sobre todo en motores antiguos, una excéntrica para el accionamiento de la bomba de combustible, y el piñón de arrastre para el mando del distribuidor de encendido en los motores de gasolina, así como, en algunos motores diésel más modernos, las excéntricas para los inyector-bomba.
El árbol gira sobre cojinetes de fricción o bien sobre taladros de apoyo practicados directamente sobre el material de la culata. Está lubricado mediante el circuito de engrase, a través de conductos que llegan a cada uno de los apoyos. Los árboles de levas se fabrican en una sola pieza de hierro fundido o de acero forjado, debe tener gran resistencia a la torsión y al desgaste, para ello, se le da un tratamiento de templado. El desgaste del árbol de levas puede suponer una modificación del diagrama de distribución, redundando en una disminución del rendimiento del motor.

## Aplicación
Los usos de los árboles de levas son muy variados, como en molinos, telares, sistemas de distribución de agua o martillos hidráulicos, aunque su aplicación más desarrollada es la relacionada con el motor de combustión interna alternativo, en los que se encarga de regular tanto la carrera de apertura y el cierre de las válvulas como la duración de esta fase de apertura, lo que permite renovar la carga en las fases de admisión y escape de gases en los cilindros. 
Su fabricación puede ser en procesos de fundición (casting iron), forja, árboles ensamblados. Suelen someterse a acabados superficiales con tratamiento térmico, austemperizado o cementado, por citar algunos, que sirven para endurecer la superficie del árbol pero no su núcleo y posteriormente son mecanizados para lograr el acabado deseado y la precisión requerida.

## Funcionamiento
Dependiendo de la colocación del árbol de levas y la distribución de estas, accionan directamente las válvulas a través de una varilla como en la primera época de los motores Otto, sistema SV o bien mediante un sistema de varillas, taqués y balancines: el sistema OHV. Posteriormente, sobre todo desde la aparición del motor diésel, el árbol de levas ha pasado a la culata: es el llamado sistema SOHC.
En el pasado, cuando los motores no eran tan fiables como hoy, esto resultaba problemático, pero en los modernos motores de cuatro tiempos diésel o gasolina, el sistema de levas "elevado", donde el árbol de levas está en la culata, es lo más común. 
Algunos motores usan un árbol de levas para las válvulas de admisión y otro para las de escape; esto es conocido como dual overhead camshaft o doble árbol de levas a la cabeza DOHC. Así, los motores en V pueden tener 4 árboles de levas. El sistema DOHC permite entre otras cosas montar 2 válvulas de escape y 2 de admisión. Esto de lugar a los motores de 4 cilindros que se denominan "16 válvulas".
Aunque se aplican en otros mecanismos, su uso más popular se relaciona con los motores de combustión interna, en los cuales permite regular la apertura y el cierre de las válvulas, acción que permite el ingreso y salida de gases en los cilindros.

## Localización del árbol de levas y disposición de las válvulas en el cilindro
Los sistemas de distribución se pueden clasificar dependiendo de la localización del árbol de levas. Hasta la década de 1980 los motores tenían una configuración del árbol de levas ubicado en el bloque motor. En la actualidad, prácticamente todos los motores poseen el árbol de levas montado en la culata. Las válvulas pueden ir dispuestas de varias maneras respecto del cilindro, pero hay dos ubicaciones principales: laterales o en la culata.
- Sistema SV: También denominado "de válvulas laterales". En este sistema la válvula se ubica en una posición lateral al cilindro, es decir, está alojada en el bloque. El mando de esta válvula se efectúa con el árbol de levas situado en el bloque motor. Este sistema de distribución no se utiliza desde hace tiempo por dos inconvenientes principales: Obliga a que la cámara de compresión tenga que ser mayor, y el tamaño de las cabezas de las válvulas se vea limitado por el poco espacio de que dispone.

- Sistema OHV: Se distingue por poseer el árbol de levas en el bloque motor (Generalmente en el sector inferior) y las válvulas dispuestas en la culata. En este sistema la transmisión de movimiento del cigüeñal al árbol de levas se hace directamente por medio de dos piñones o con la interposición de un tercero, aunque también se puede hacer por medio de una cadena de corta longitud. Para trasladar el movimiento desde el árbol de levas, en el bloque, a las válvulas, en la culata, se hace uso de varillas empujadoras, que son atacadas por el árbol de levas, moviendo a su vez un balancín, que es el que mueve definitivamente la válvula. La ventaja de este sistema es que la transmisión de movimiento entre el cigüeñal y el árbol de levas necesita un mantenimiento nulo o cada muchos kilómetros. La desventaja viene dada por el elevado número de elementos que componen este sistema para compensar la distancia existente entre el árbol de levas y las válvulas. Este inconveniente influye sobre todo a altas revoluciones del motor, lo cual supone un límite en el número de revoluciones que estos motores pueden llegar a alcanzar. Este sistema se ve muy influenciado por la temperatura del motor, lo que hace necesario una holgura considerable en los taqués, ubicados entre el árbol de levas y las varillas empujadoras.

- Sistema OHC: Se distingue por tener el árbol de levas en la culata al igual que las válvulas. Es el sistema más utilizado en la actualidad en todos los automóviles. La ventaja de este sistema es que se reduce considerablemente el número de elementos entre el árbol de levas y las válvulas por lo que la apertura y el cierre de las válvulas es más precisa y más rápida. Esto trae consigo que los motores puedan alcanzar mayor número de revoluciones. Tiene la desventaja de complicar la transmisión de movimiento del cigüeñal, ya que se necesitan correas o cadenas de distribución de mayor longitud, que con el uso se van desgastando en mayor medida, necesitando más mantenimiento. Este sistema es en general más caro y complejo pero resulta mucho más efectivo y se obtiene un mayor rendimiento del motor.

Dentro del sistema OHC existen dos variantes:
- SOHC: Está compuesto por un solo árbol de levas que acciona las válvulas de admisión y escape.

- DOHC: Está compuesto por dos árboles de levas, uno accionando las válvulas de admisión y el otro accionando las de escape.